# Richard Cortright
Richard Willis „Dick“ Cortright (* 13. Oktober 1929 in Buffalo; † 4. September 2009 in Cheektowaga) war ein US-amerikanischer Radrennfahrer und nationaler Meister im Radsport.

## Sportliche Laufbahn
Cortright war im Bahnradsport und im Straßenradsport aktiv. Er war der erste Sportler seines Landes, der dreimal in Folge an den Olympischen Spielen teilnahm. 1952 startete er bei den Olympischen Sommerspielen in Helsinki. Im Tandemrennen schied er mit seinem Partner Frank Brilando in den Vorläufen aus. Im 1000-Meter-Zeitfahren kam er auf den 23. Rang.
Er war auch Teilnehmer der Olympischen Sommerspiele 1956 in Melbourne. In der Mannschaftsverfolgung schied der Vierer der USA mit Allen Bell, Richard Cortright, David Rhoads und Art Longsjo in der Vorrunde aus. 1960 startete er bei den Spielen in Rom in der Mannschaftsverfolgung, er schied in der Qualifikation mit seinem Team aus.
Bei den Panamerikanischen Spielen 1959 holte er die Goldmedaille in der Mannschaftsverfolgung. 1950 gewann er die nationale Meisterschaft im Zeitfahren. 1950 gewann er mit der Tour of Somerville eines der traditionsreichsten Straßenrennen in den USA. 1954 gewann er die nationale Meisterschaft im Einzelzeitfahren. 
Von 1961 bis 1966 war er als Berufsfahrer aktiv. Er bestritt einige Sechstagerennen. 2009 wurde er in die United States Bicycling Hall of Fame aufgenommen.